# Sallya
Genre
Sallya est un genre diurne de Lépidoptères de la famille des Nymphalidae, de la sous-famille des Biblidinae et de la tribu des Biblidini, comprenant six espèces originaires d'Afrique.

## Liste des espèces
Selon l'IRMNG (24 juin 2021) :
- Sallya consors Rothschild & Jordan, 1903
- Sallya madagascariensis Boisduval, 1833
- Sallya melania van Son, 1979
- Sallya natalensis Boisduval, 1847
- Sallya silvicola Schultze, 1922
- Sallya wallengeni Staudinger, 1886